# Domaine de premier niveau parrainé
 (juin 2025).
Un domaine de premier niveau parrainé (en anglais sponsored top-level domain ou sTLD) est un type de domaines de premier niveau (TLD) maintenus par l'Internet Assigned Numbers Authority (IANA) pour une utilisation dans le système de nom de domaine d'Internet. Un domaine de premier niveau est le suffixe à la fin de l'adresse d'un site web, par exemple, dans fr.wikipedia.org, le domaine de premier niveau est .org.
Un domaine de premier niveau parrainé est un domaine de premier niveau générique géré par un parrain représentant la communauté spécifique desservie par le domaine. Les communautés peuvent être basées sur des caractéristiques ethniques, géographiques, professionnelles, techniques ou autres. Le parrain établit et applique les règles limitant l'éligibilité des organisations inscrites au domaine.

## Types de domaines de premier niveau
L'IANA distingue actuellement[Quand ?] les types de domaines de premier niveau suivants :
- un domaine de premier niveau spécial (arpa) ;
- des domaines de premier niveau nationaux (en anglais, country-code top-level-domains ou ccTLD);
- des domaines de premier niveau internationalisés 
  - des domaines de premier niveau nationaux internationalisés (en anglais, internationalized country code top-level domains ou IDN ccTLD),
  - des domaines de premier niveau internationalisés de test ;
- des domaines de premier niveau génériques (en anglais, generic top-level-domains ou gTLD) 
  - des domaines de premier niveau parrainés (en anglais, sponsored top-level-domains ou sTLD),
  - des domaines de premier niveau non parrainés.

## Liste de domaines de premier niveau
Voir les domaines marqués Domaine parrainé dans la Liste des domaines de premier niveau.

## Référence
1. ↑  « Internet Assigned Numbers Authority (IANA) root database », IANA (consulté le 21 juin 2011)